# ネパール・ルピー
ネパール・ルピー（ネパール語:रूपैयाँ）は、ネパールで使用されている通貨。

## 概要
ネパール・ルピーの通貨記号は「Rs.」で、補助単位は、ルピーの100分の1の「パイサ（単位記号：P）」である。ISO 4217の通貨コードは「NPR」である。ネパール中央銀行によって発行および管理されている。1ネパール・ルピー＝0.87円(日本円)(2020年11月現在）。インド・ルピーとの交換レートは1インド・ルピー＝1.6ネパール・ルピーに固定されている。

## 貨幣
紙幣は1、2、5、10、20、25、50、100、250、500、1,000の11種類が発行されている。25と250はビレンドラ国王の即位25周年記念として2002年から発行されている。
2007年、暫定憲法が発布され、王制廃止が既定の路線となったことに伴い、国王の肖像の代わりにエベレストが印刷された500ルピー紙幣が発行された。透かしはギャネンドラ国王のままだが、透かしの上から石楠花の絵が印刷されており、透かしの肖像は見えにくくなっている。2008年の王制廃止に伴い、今後その他の額面の図柄も国王の肖像から順次エベレストに変更される。
硬貨は1、2、5のルピー硬貨と5、10、25、50のパイサ硬貨がある。
| 種類（Rs.） | 肖像（表）                                                         | 図案（裏） |
| ----------- | ------------------------------------------------------------------ | ---------- |
| 1           | ビレンドラ国王                                                     | 2頭の鹿    |
| 2           | ビレンドラ国王                                                     | 豹         |
| 5           | ビレンドラ国王                                                     | ヤク       |
| 10          | ビレンドラ国王→（2002年）→ギャネンドラ国王                         | インパラ   |
| 20          | ビレンドラ国王                                                     | 鹿         |
| 25          | ビレンドラ国王                                                     | 赤い牛     |
| 50          | ビレンドラ国王→（2002年）→ギャネンドラ国王                         | 山羊       |
| 100         | ビレンドラ国王→（2002年）→ギャネンドラ国王                         | サイ       |
| 250         | ビレンドラ国王                                                     | 赤い牛     |
| 500         | ビレンドラ国王→（2002年）→ギャネンドラ国王→（2007年）→エベレスト山 | 2頭の虎    |
| 1,000       | ビレンドラ国王→（2002年）→ギャネンドラ国王                         | 象         |